# Egorlykskij rajon
Lo Egorlykskij rajon, in russo Егорлыкский район?, è un rajon dell'Oblast' di Rostov, nella Russia europea. Istituito nel 1935, il capoluogo è Egorlykskaja.